# Рождественский, Константин Иванович
Константин Иванович Рожде́ственский (19 марта [1 апреля] 1906, Берикуль, Постниковское сельское поселение — 30 июня 1997, Москва) — советский и российский художник-супрематист, график, мастер эксподизайна. Народный художник РСФСР (1976). Действительный член АХ СССР (1979).
В 1923 году он приезжает в Петроград для продолжения образования и становится учеником К. Малевича. Это обстоятельство стало определяющим для художника, через всю жизнь Рождественский пронес почетное звание "ученик Малевича". Рождественский встречался с сотрудниками Третьяковской галереи, рассказывал о Малевиче, давал интервью. 
В ранний период художник был учеником К.С. Малевича. Следуя педагогической программе учителя, в 1920-е годы Рождественский осваивал "системы нового искусства": импрессионизм, сезаннизм, кубизм, супрематизм. Художник создал оригинальные версии этих стилевых направлений. В конце 1920-х - начале 1930-х годов он подхватил крестьянскую тему постсупрематизма Малевича.
Cерии картин 1932-1934 годов ("Три женские фигуры", "Мужики", "Женщина со сложенными руками"), где, прорабатывая одну пластическую тему, Рождественский варьирует смысловые оттенки и формальные решения.

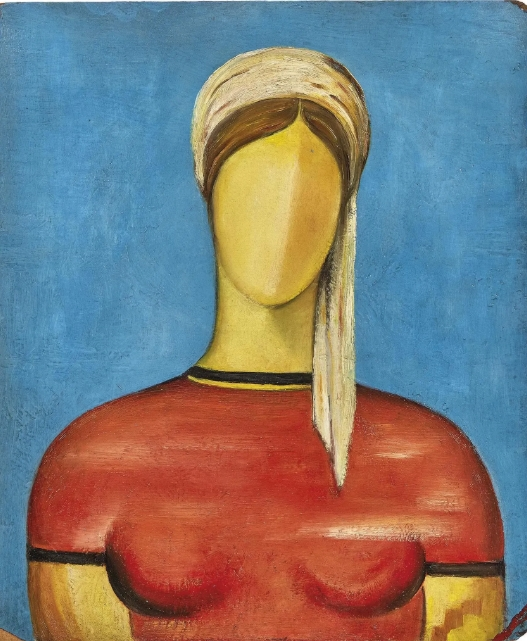
Знаменитая картина Константина Рождественского "Фигура"

В последующие годы Константин Рождественский стал выдающимся экспо-дизайнером, в течение 40 лет он оформлял советские павильоны на Международных выставках в Париже (1937), Нью-Йорке (1939, 1959), Осаке (1970) и др.
Рождественский пишет женщин на синем фоне, что рождает образ женщины-реки. Крестьянина (1929-33) художник пишет в земляной гамме, мужчина как колос прорастает на фоне желтого хлебного поля. Для живописца важна связь с природой, в ней он черпает силы.
Живопись Рождественского небольшого формата. Сначала в годы ученичества он искал свою манеру и свои темы, а потом, когда, казалось бы, был готов к большим полотнам, то в советской живописи были совсем иные задачи. Военные годы породили еще один цикл трагических работ. Если раньше Рождественский был художник цвета, то теперь становится художником тона. Рождественский был человек широких взглядов.

## В Томске
Родился в семье священника. В шестилетнем возрасте потерял отца. Окончил начальную школу; с 1920 года работал в мастерской деревянных детских игрушек.
Учился в Томском практическом политехническом институте. В институте познакомился с преподавателем рисования, художником Митрофаном Максимовичем Поляковым , в его студии стал заниматься живописью. Выставлялся на общих художественных выставках в Томске с 1922 г. Работал художником-декоратором в Томском Большом театре.

## В Ленинграде
Осенью 1923 года переехал в Петроград. С ноября 1923 года вступил в число практикантов Казимира Малевича в ГИНХУКе. С этого времени, и до смерти К. С. Малевича в 1935 году, находился рядом с учителем, под его непосредственным влиянием.
Работал в Отделе живописной культуры до 1927 г.
В 1923—1924 гг. изучает творчество П. Сезанна, повлиявшее на его дальнейшую работу. Читал лекции, проводил семинары, писал статьи и доклады о сезаннизме. Педагогическая система Малевича основывалась на «теории прибавочного элемента», и на практическом изучении «систем» нового искусства (импрессионизм — сезаннизм — кубизм — футуризм — супрематизм) : «Мы работали не только с цветом, но и с пространством … изучали прежде всего живопись как основу современного восприятия и выражения в искусстве, (ибо) заложенное в современной живописи понимание формы, материала существенно и для архитектуры, и для скульптуры».
С 1929 года сближается с другими учениками Малевича, Л. А. Юдиным и В. В. Стерлиговым, образуя с ними общую творческую группу "живописно — пластического реализма в которую входят также В. М. Ермолаева, А. А. Лепорская.
Преподавал в Ленинградском институте истории искусств и руководил изостудией Дома культуры имени Первой пятилетки.
Как живописец, Рождественский неизменно находился под влиянием «Крестьянского цикла» К. С. Малевича. Композиции Рождественского это времени — обобщённого характера крестьянские фигуры, с пустым овалом лица, редко- с обозначенными чертами, находящиеся в пространстве, где основную часть фона составляет гладко написанное синее небо, горизонт подчёркнут чёрной полосой. Живопись: «Супрематизм. Крестьянка» (1933), «Пастух», (1932—1933, ГТГ), «Урожай», «Три грации» (1934), «Сибиряк»(1933—1934) «Женская фигура» и «Женщина» (1933), «Автопортрет» (1929), «Супрематический ландшафт. Космический аппарат» (1935).
В середине 1930-х гг. навсегда оставляет живопись и начинает заниматься выставочным дизайном, вплоть до конца 1980-х гг.

## В Москве
В 1936 году переезжает в Москву, где живёт до конца жизни.
Совместно с Н. М. Суетиным оформлял Советский павильон на Всемирной выставке «Искусство и техника в современной жизни» (1937) в Париже, затем работал на Всемирной выставке в Нью-Йорке «Мир завтрашнего дня» (1939).
С оформления Советского павильона на Международной выставке в Париже в 1937 году, отмеченного высшей наградой выставки — Гран-при, начинается работа художника в искусстве выставочного ансамбля.
В 1940 е гг. работал в Академии архитектуры в Москве. В 1950—1970 -е годы возглавлял большие творческие коллективы специалистов, создавших такие знаменитые выставочные ансамбли, как павильоны СССР на Всемирных выставках.
Был главным художником Всемирных выставок в Брюсселе в 1958 г.
Работал заместителем главного художника ВДНХ, на Всесоюзной строительной выставке, оформлял многочисленные советские выставки за рубежом, Всесоюзные художественные выставки в Москве, был куратором декоративно-прикладного искусства в Союзе художников СССР.
Похоронен на Донском кладбище.

## Награды и звания
- Заслуженный деятель искусств РСФСР (12.04.1963)
- Народный художник РСФСР (26.10.1976)
- орден Трудового Красного Знамени (31.03.1966)
- орден Дружбы народов (22.08.1986)
- орден Леопольда II (Бельгия)